# Аннемарі Верстаппен
Аннемарі Верстаппен (нід. Annemarie Verstappen, 3 жовтня 1965) — нідерландська плавчиня.
Срібна і бронзова медалістка Олімпійських Ігор 1984 року. Чемпіонка світу 1982 року.